# Samsung Galaxy S Advance NFC
Samsung Galaxy S Advance NFC je smartphone vyvinutý společností Samsung. Používá operační systém Android, a to konkrétně ve verzi Android 2.3.6 Gingerbread. V roce 2013 proběhla aktualizace operačního systému z android 2.3.6 na android 4.1.2.

## Technická specifikace
|                        |                                                                                       | Poznámka                                   |
| ---------------------- | ------------------------------------------------------------------------------------- | ------------------------------------------ |
| Procesor a čipová sada | 1GHz dvoujádrový procesor ARM Cortex-A9 + GPU: ARM Mali-400MP                         | -                                          |
| Operační systém        | Android 4.1.2 Jelly Bean                                                              | -                                          |
| Displej                | 4″ WVGA sAMOLED (480 x 800), dotykový: kapacitní                                      | -                                          |
| Paměť                  | 768 MB RAM, vnitřní paměť 8GB, paměťové karty micro SDHC                              | slot na paměťové karty micro SDHC až 32 GB |
| Podporované sítě       | GSM 850 / 900 / 1.800 / 1.900 MHz, W-CMDA (3G) 850 / 900 / 1.900 / 2.100 MHz          | -                                          |
| Konektivita            | GPRS: ano, EDGE: ano, HSPA: 14,4, HSUPA: 5,76, WiFi: a/b/g/n, Bluetooth: 3.0 + HS     | nabíjení přes microUSB                     |
| GPS                    | ano, A-GPS                                                                            | -                                          |
| Fotoaparát             | 5 Mpx (2592 x 1944 pixelů), LED dioda, autofokus, video: ano (1280 x 720 px, 30sn./s) | -                                          |
| Rozměry, hmotnost      | 123,2 x 63 x 9,7 mm, 130 g                                                            | -                                          |
| Baterie                | Li-Ion 1500mAh, pohotovostní doba: 570 hodin, doba hovoru: 900 minut                  | -                                          |